# Beurré d'Anjou

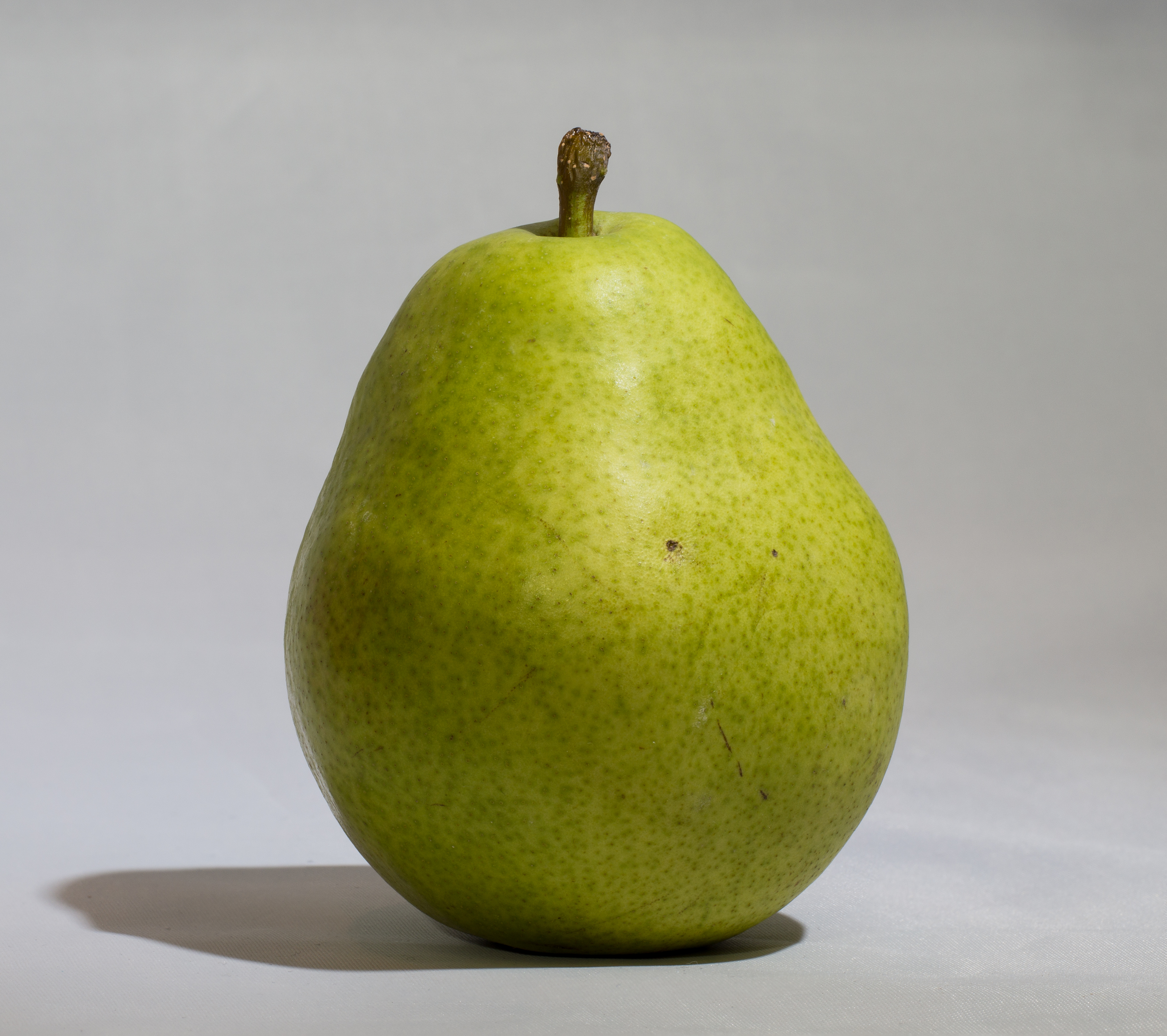
Poire verte Beurré d'Anjou

La Beurré d'Anjou, ou dite plus simplement la poire d'Anjou, est une poire de table cultivée en France. Elle fait partie de la variété des « beurrés ».

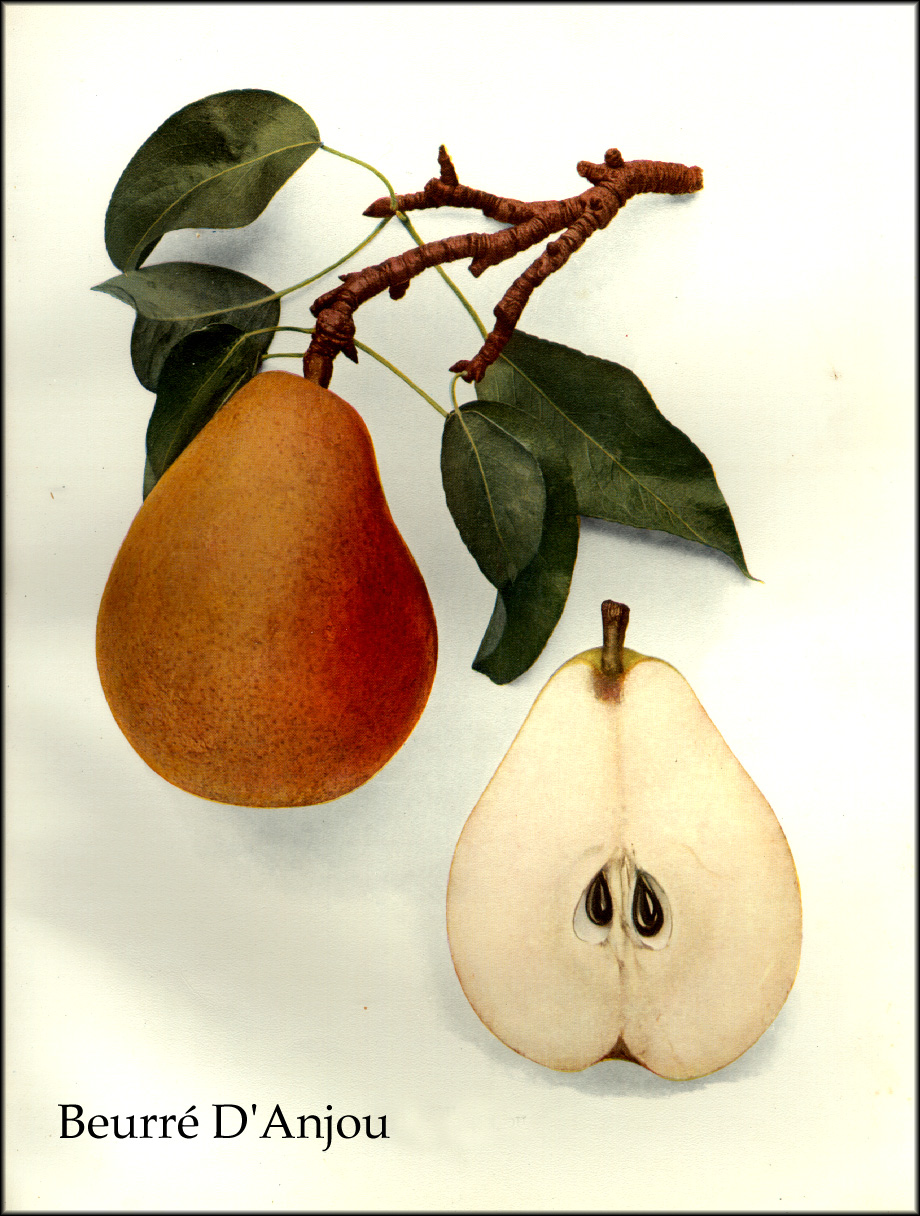

## Synonymes
- Beurré Gris[1], voir ce nom.
- Beurré Aurore[1].
- Beurré Capiaumont[1].
- Beurré Rouge.
- Beurré Rousse[2],[3].
- Eisenbart (en Allemagne).
- Isambart.
- Beurrée d'Ambleuse.
- D'Ambleteuse.

## Description
Chair fondante, très juteuse et onctueuse.
Le code PLU du fruit est 4025.

## Maturation
En hiver.